# Upyna
Upyna (pol. Upina) – miasteczko na Litwie, położone w okręgu tauroskim w rejonie szyłelskim, 21 km na wschód od Szyłeli, 409 mieszkańców (2001). Siedziba gminy Upyna.
Znajduje się tu kościół katolicki, szkoła, poczta i muzeum.
Na miejscowym cmentarzu w 1904 roku pochowany został Jan Staniewicz
Od 2009 miasteczko posiada własny herb nadany dekretem Prezydenta Republiki Litewskiej.

## Zabytki
Drewniany, trójnawowy kościół Imienia Najświętszej Maryi Panny zbudowany w 1835.